# Heraclia jugans
Heraclia jugans är en fjärilsart som beskrevs av Jordan 1913. Heraclia jugans ingår i släktet Heraclia och familjen nattflyn. Inga underarter finns listade i Catalogue of Life.